# Morgan Fairchild
Pour les articles homonymes, voir Fairchild.
Morgan Fairchild est une actrice américaine, née Patsy Ann McClenny le 3 février 1950 à Dallas, au Texas (États-Unis).

## Biographie
Patsy Ann McClenny est née à Dallas au Texas. Elle est la fille de Martha Jane (née Hartt), une professeur d'anglais, et de Edward Milton McClenny. Enfant, elle contracte la scarlatine qui la laisse partiellement sourde.
L'un de ses premiers rôles au cinéma est de jouer la doublure de Faye Dunaway dans le film Bonnie et Clyde (1967).
De 1973 à 1977, elle joue le rôle de Jennifer Pace dans le soap opera C'est déjà demain.
En 1978, Morgan Fairchild (nom de scène de Patsy Ann McClenny) obtient le rôle de Jenna Wade pour un épisode de la série télévisée Dallas. Elle fait aussi l'objet d'un article du magazine Penthouse. En 1980, elle interprète le rôle de Constance Weldon Carlyle dans la série Flamingo Road pour lequel elle est nommée au Golden Globe.
Dans les années 1980, globalement, elle sera abonnée à des rôles de méchantes (les diamants de l'oubli) ou de petites pestes (Flamingo Road).
Elle enchaîne les rôles dans les séries, téléfilms et films de cinéma. Après l'échec commercial de la série Paper Dolls, elle obtient le rôle de Jordan Roberts dans la 5e saison de la série Falcon Crest (1985-1986) où elle retrouve David Selby avec qui elle avait joué dans Flamingo Road. Elle joue également dans la mini-série Nord et Sud consacrée à la guerre de Sécession. Parallèlement, elle joue des pièces à Broadway.
Elle est pré-sélectionnée aux Emmy Awards pour un rôle dans la série Murphy Brown. En 1995, elle retourne au soap opera en interprétant le rôle de Sydney Chase dans la série The City et joue la mère de Chandler Bing dans la série Friends.
Au théâtre, dans les années 2000, elle reprend le rôle de Mrs. Robinson dans une adaptation du film Le Lauréat, où elle apparaît nue sur scène.
Morgan Fairchild est membre actif de la Screen Actors Guild. Elle en fut notamment membre du conseil d'administration. Elle s'est aussi engagée politiquement en soutenant des candidats démocrates lors des élections présidentielles.

### Vie personnelle
Morgan Fairchild fut mariée à Jack Calmes (1967-1973). Elle fut aussi la compagne du sénateur démocrate John Kerry au début des années 1990.

## Filmographie
- 1970 : A Bullet for Pretty Boy (en) de Larry Buchanan
- 1973-1977 : C'est déjà demain (Search for Tomorrow commencée en 1951) (série télévisée) : Jennifer Pace #2
- 1978 : Escapade (TV) : Suzy
- 1978 : L'Initiation de Sarah (TV) : Jennifer Lawrence
- 1978 : Dallas (TV) : Jenna Wade
- 1979 : Murder in Music City (TV) : Dana Morgan
- 1979 : The Concrete Cowboys (TV) : Kate / Carla
- 1980 : The Memory of Eva Ryker (TV) : Lisa
- 1980 : The Dream Merchants (TV) : Dulcie Warren
- 1980 : Flamingo Road (TV) : Constance Weldon Semple Carlyle
- 1981 : Women Who Rate a 10 (TV) : Hostess
- 1981 : Spring Fling of Glamour and Comedy (TV)
- 1981 : The Girl, the Gold Watch & Dynamite (TV) : Stella
- 1982 : Tele Terror (The Seduction) : Jamie Douglas
- 1982 : Stars Over Texas (TV)
- 1982 : Honeyboy (TV) : Judy Wellman
- 1983 : Hôtel (Hotel) (série télévisée) : Carol
- 1984 : Time Bomb (TV) : Renee DeSalles
- 1984 : The Zany Adventures of Robin Hood (TV) : Lady Marian
- 1984 : Paper Dolls (Paper Dolls) (série télévisée) : Racine
- 1985 : Pee-Wee Big Adventure (Pee-Wee's Big Adventure) de Tim Burton joue le rôle de Dottie dans le film à l'intérieur du film
- 1985 : Rodney Dangerfield Exposed (TV) : Several
- 1985 : Nord et Sud (North and South) (feuilleton TV) : Burdetta Halloran
- 1986 : Nord et Sud 2 (feuilleton TV) : Burdetta Halloran
- 1986 : Red Headed Stranger de William D. Wittliff : Raysha Shay
- 1987 : Our Planet Tonight (TV) : Co-host
- 1987 : L'Homme de l'année : Katherine Van Buren
- 1987 : Sleeping Beauty : Queen
- 1987 : Homicide à Wall Street (Deadly Illusion) : Jane Mallory / Sharon Burton
- 1988 : Street of Dreams (TV) : Laura Cassidy / Eva Bomberg
- 1988 : Killing Blue : Lisa
- 1989 : The Haunting of Sarah Hardy (TV) : Lucy
- 1989 : Phantom of the Mall: Eric's Revenge : Mayor Karen Wilton
- 1990 : How to Murder a Millionaire (TV) : Loretta
- 1990 : The Boss (Mob Boss) (vidéo) : Gina
- 1990 : Menu for Murder (TV) : Paula Preston
- 1991 : Even Angels Fall (TV) : Leslie
- 1991 : Writer's Block (TV) : Magenta Hart
- 1992 : Sherlock Holmes and the Leading Lady (TV) : Irene Adler
- 1993 : Loïs et Clark : Les Nouvelles Aventures de Superman (TV) : Miranda (épisode 11 saison 1)
- 1993 : Das Paradies am Ende der Berge (TV) : Irmgard Hoelzl
- 1993 : Perry Mason: The Case of the Skin-Deep Scandal (TV) : Alana Westbrook
- 1993 : La Cité des monstres (Freaked) de Tom Stern et Alex Winter : Stewardess
- 1993 : Based on an Untrue Story (TV) : Satin Chow
- 1994 : Séduction coupable (Point of Seduction: Body Chemistry III) (vidéo) : Beth Chaney
- 1994 : Test Tube Teens from the Year 2000 : Camella Swales
- 1995-2001 : Friends (série télévisée) : Nora Tyler Bing
- 1995 : Criminal Hearts : District Attorney
- 1995 : Venus Rising : Peyton
- 1995 : Gospa : Sister Fabijana Zovko
- 1995 : The City (série télévisée) : Sydney Chase / Debbie Tompkins (1995-1996)
- 1996 : Dead Man's Island (TV) : Valerie St. Vincent
- 1996 : Star Command (TV) : Cmdr. Sigrid Ivorstetter
- 1996 : Teenage Confidential (TV)
- 1963 : Hôpital central (General Hospital) (série télévisée) : Sydney Chase (1996)
- 1997 : La Fugue (Moment of Truth: Into the Arms of Danger) (TV) : Diana Astin
- 1998 : Shattered Illusions : Angie
- 1999 : Petites leçons de séduction (Nice Guys Sleep Alone) : Lorraine
- 1999 : Just Deserts (TV) : Catherine Harcourt
- 2000 : Unshackled : Mrs. Miller
- 2000 : Peril : Terry
- 2000 : Held for Ransom : Mrs. Kirtland
- 2001 : Jungle Juice : Felicia
- 2002 : Teddy Bears' Picnic : Courtney Vandermint
- 2002 : I Was a Teenage Faust (en) (TV) : Babylonia
- 2002 : Roswell (TV) : Meris Wheeler (saison 3, épisodes 12, 13)
- 2003 : Arizona Summer : Debbie
- 2004 : Knuckle Sandwich : Carter's Mom
- 2004 : That '70s Show : Carolyn (saison 6, épisode 24) : Going Mobile (Le Mariage)
- 2006 : Mon oncle Charlie : Donna (saison 4, épisode 16) : Young People Have Phlegm Too
- 2006 : Shock to the System (TV)
- 2006 : Shock to the System : Phyllis Hale
- 2006 : L'Initiation de Sarah (The Initiation of Sarah) (TV) : Trina Goodwin
- 2008 : Chuck (série télévisée) : Dr Honey Woodcomb
- 2009 : Earl (My Name Is Earl) (Saison 4, épisode 18) :  Carol
- 2010 : New York, unité spéciale : Claire Lockton (saison 11, épisode 18)
- 2010 : Célibataires et en cavale (Life's a Beach) de Tony Vitale : Felicia Wald
- 2011 : Bones (saison 7, épisode 3) :  Bianca Chiverton
- 2011 : eCupid : Venus
- 2012 : A Perfect Ending, de Nicole Conn : Valentina
- 2013 : Shelly, champion à quatre pattes :  Ms. Merryweather
- 2014 : Revenge (TV) : Addiction - Saison 3, épisode 17
- 2014 : Entre le cœur et la raison (Perfect on Paper) (TV) : Beverly Wilcox
- 2019 : Le charme de Noël (TV) : Mrs Kringle (la mère Noël)

## Voix francophones
En France, Céline Monsarrat est la voix régulière de Morgan Fairchild, depuis les années 1980.